# Zachód Janczewskiego

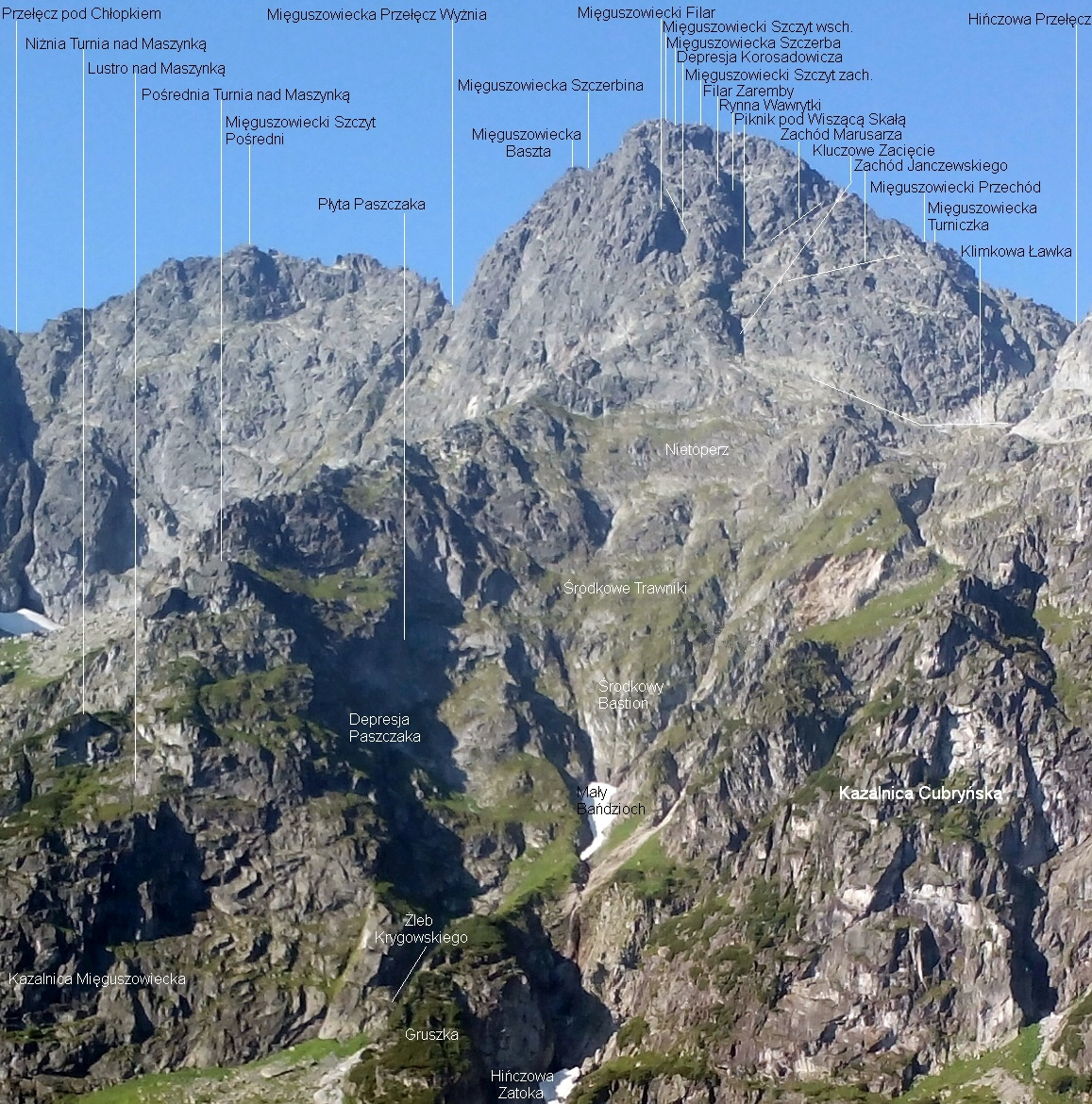
Formacje skalne na północnej ścianie Mięguszowieckiego Szczytu

Zachód Janczewskiego – zachód w górnej części północno-zachodniej ściany Mięguszowieckiego Szczytu w polskich Tatrach Wysokich. Jest szeroki, piarżysty o mało nachylonym dnie. Zaczyna się w Białym Siodełku na Mięguszowieckim Filarze i nieznacznie wznosi się skośnie w prawo do środkowej części ściany. Kończy się poniżej linii spadku Mięguszowieckiej Turniczki.
Zachodem Janczewskiego prowadzi jedna z najłatwiejszych dróg wspinaczkowych na północno-zachodniej ścianie Mięguszowiecki Szczytu. Zaczyna się u wylotu Żlebu Krygowskiego i prowadzi przez Małego Bańdziocha. Jest to Droga klasyczna, przez taterników zwana Północną drogą Mięgusza. Władysław Cywiński pisze o niej: stanowi klasyczny przykład tradycyjnej logiki taternickiej: poszukiwanie "łatwości wśród trudności'". Droga ma wiele wariantów. Odcinek od Białego Siodełka Zachodem Janczewskiego na grań Mięguszowieckiego Szczytu jest łatwy  (I w skali tatrzańskiej). 
Około 60 m od ostrza Mięguszowieckiego filara od Zachodu Janczewskiego odgałęzia się węższy, bardziej stromy i trudniejszy Zachód Marusarza.
Nazwa Zachodu Janczewskiego pochodzi od nazwiska taternika Edwarda Walerego Janczewskiego.

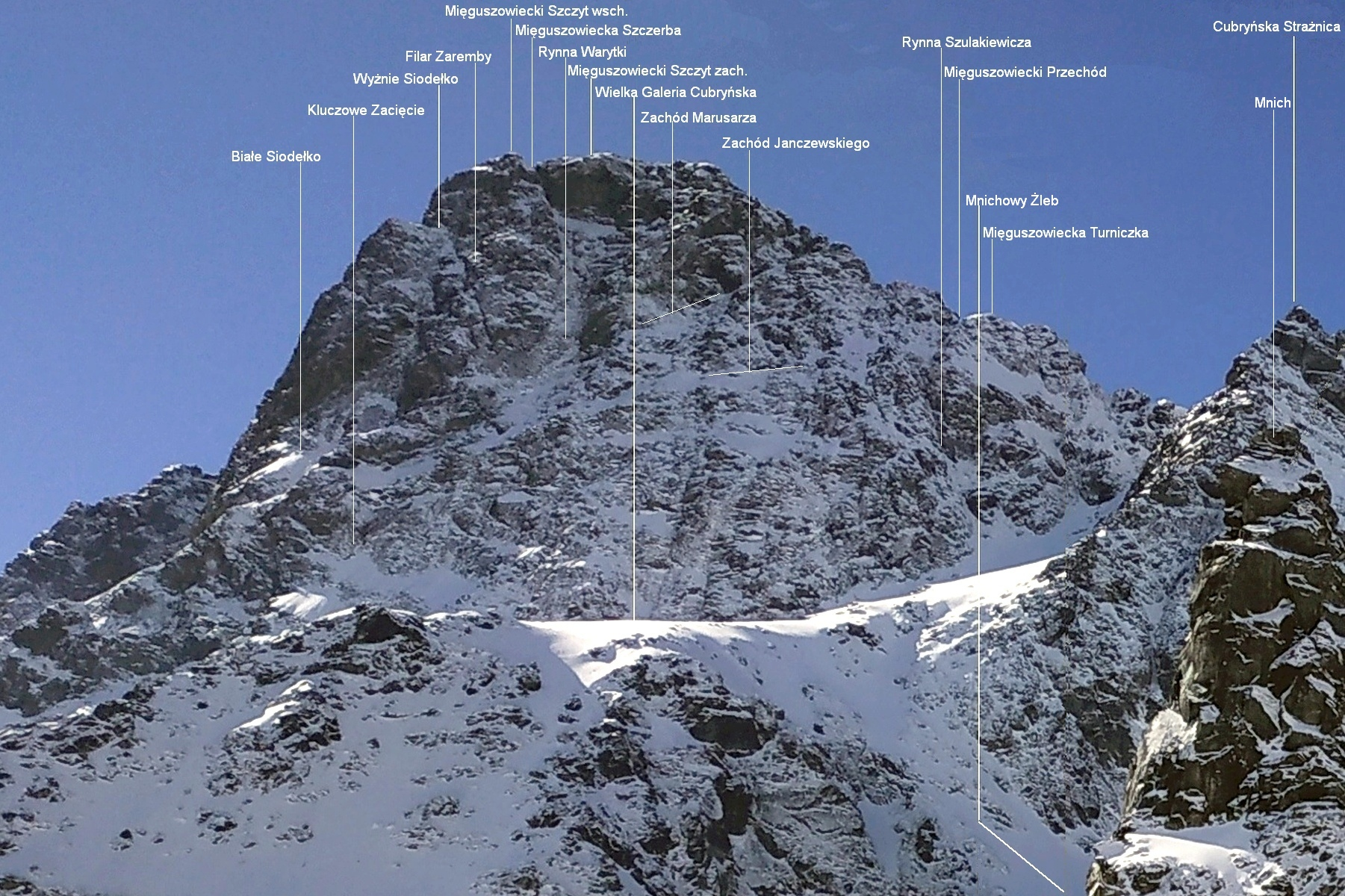